# Kevin Hoogsteen
Kevin Hoogsteen (* 17. Dezember 1972 in Thunder Bay, Ontario) ist ein ehemaliger niederländisch-kanadischer Eishockeyspieler, der in seiner aktiven Zeit von 1990 bis 2006 unter anderem für den EHC Straubing in der 2. Eishockey-Bundesliga gespielt hat. Sein jüngerer Bruder David war ebenfalls ein professioneller Eishockeyspieler. 

## Karriere
Kevin Hoogsteen begann seine Karriere als Eishockeyspieler im Juniorenteam Thunder Bay Flyers, für das er von 1990 bis 1993 in der United States Hockey League aktiv war. Anschließend besuchte er vier Jahre lang die University of North Dakota, für deren Eishockeymannschaft der Flügelspieler parallel in der National Collegiate Athletic Association spielte, ehe er für die Saison 1997/98 zum EHC Straubing in die drittklassige 2. Liga Süd wechselte. Nach einem Jahr bei der SG Cortina in der italienischen Serie A, unterschrieb der Kanadier mit niederländischem Pass erneut in Straubing. Mit der Mannschaft stieg er in der Saison 1999/2000 in die 2. Eishockey-Bundesliga auf, in der er für die Bayern anschließend ein Jahr lang spielte. 
Für die Saison 2001/02 unterschrieb Hoogsteen bei den Nijmegen Tigers aus der Eredivisie, beendete sie allerdings bei den Fresno Falcons in der West Coast Hockey League. Mit 54 Punkten für die Niederländer war er ebenso ligaweit Topscorer sowie mit 25 Toren bester Torschütze. Von 2002 bis 2005 stand der Rechtsschütze für die Amsterdam Bulldogs auf dem Eis, mit denen er drei Mal in Folge die niederländische Meisterschaft und den niederländischen Pokalwettbewerb gewann. Im Anschluss an die Saison 2005/06, die er beim HC Eppan Pirates in der zweitklassigen italienischen Serie A2 verbracht hatte, beendete der niederländische Nationalspieler im Alter von 33 Jahren seine Karriere.

### International
Für die Niederlande nahm Hoogsteen an den B-Weltmeisterschaften 2004 und 2006 sowie der Qualifikation für die Olympischen Winterspiele 2006 in Turin teil.

## Erfolge und Auszeichnungen
| - 2000 Aufstieg in die 2. Bundesliga mit dem EHC Straubing - 2002 Topscorer der Eredivisie - 2002 Bester Torschütze der Eredivisie - 2003 Niederländischer Meister mit den Amsterdam Bulldogs - 2003 Niederländischer Pokalsieger mit dem Amsterdam Bulldogs | - 2004 Niederländischer Meister mit den Amsterdam Bulldogs - 2004 Niederländischer Pokalsieger mit dem Amsterdam Bulldogs - 2005 Niederländischer Meister mit den Amsterdam Bulldogs - 2005 Niederländischer Pokalsieger mit dem Amsterdam Bulldogs |